# Усолинське сільське поселення (Параньгинський район)
Усо́линське сільське поселення (рос. Усолинское сельское поселение) — муніципальне утворення у складі Параньгинського району Марій Ел, Росія. Адміністративний центр — присілок Усола.

## Історія
Станом на 2002 рік існували Олорська сільська рада (присілки Олори, Сидорово, Тошкемнур) та Усолинська сільська рада (села Сабанур, Усола, присілки Манкінер, Поле-Кугунур).

## Населення
Населення — 1419 осіб (2019, 1580 у 2010, 1643 у 2002).

## Склад
До складу поселення входять такі населені пункти:
| Населений пункт        | Населення, осіб (2002) | Населення, осіб (2010) |
| ---------------------- | ---------------------- | ---------------------- |
| Манкінер, присілок     | 9                      | 2                      |
| Олори, присілок        | 878                    | 847                    |
| Поле-Кугунур, присілок | 96                     | 79                     |
| Сабанур, село          | 4                      | 11                     |
| Сидорово, присілок     | 36                     | 33                     |
| Тошкемнур, присілок    | 59                     | 33                     |
| Усола, присілок        | 561                    | 575                    |